# Combattenti della notte
Combattenti della notte (Cast a Giant Shadow) è un film del 1966 diretto da Melville Shavelson.
È un film di guerra statunitense con Kirk Douglas, John Wayne, Frank Sinatra e altre star del cinema dell'epoca in ruoli di supporto. È basato sulla vita del colonnello ebreo-americano David Mickey Marcus che comandò le unità del nascente esercito israeliano durante il conflitto arabo-israeliano del 1948.

## Trama
Seconda guerra mondiale. Il colonnello dell'esercito degli Stati Uniti David Marcus, un avvocato di origine ebraica, ha dimostrato grandi capacità organizzative e notevole coraggio. Terminata la guerra, è tornato al suo lavoro di avvocato. Poco prima del Natale 1947 viene avvicinato dal maggiore Safir, dell'Haganah ebraica. La Palestina, a quel tempo, è un territorio sotto mandato britannico. Marcus, dopo un iniziale tentennamento, si lascia convincere e parte.
I suoi ex superiori dell'esercito acconsentono alla sua partenza a tre condizioni: che non esibisca il suo grado militare, che si rechi in Palestina come civile e che usi un nome fasullo (assumerà il nome di Michael Stone). Giunto a destinazione Marcus nota che le forze armate israeliane sono costituite da quattro o cinque organizzazioni diverse, che combattono la guerra ognuna per proprio conto. Come se non bastasse, gli israeliani sono a corto di armi.
Alla sua prima esperienza sul campo, Marcus assiste ad un assalto notturno dell'Haganah ad un deposito di carburanti arabo, nel corso del quale muore il marito dell'affascinante Magda Simon, Andre Simon, militante ebreo, incaricato di rimpatri clandestini e varie azioni di disturbo nei territori palestinesi. Marcus, infaticabile, viaggia da un capo all'altro del territorio dispensando critiche e consigli, traducendo manuali di guerra e trovando anche il tempo di consolare la bella vedova Magda, del che giunge notizia anche a casa. E da casa gli giunge notizia che la moglie è molto malata. Rientrato in patria, Marcus viene insignito di un'onorificenza militare e scopre che la moglie, in realtà, dopo aver superato lo choc dovuto ad un aborto, è in ottima salute e lo scopo di fingersi ammalata era solo quello di riaverlo a casa con lei. Piuttosto seccato, e convinto di essere innamorato della donna di nome Magda, Marcus torna in quello che ora è Israele, dove riesce a respingere, nonostante i pochi mezzi a disposizione, un attacco di carri armati egiziani. Marcus viene quindi nominato generale (Aluf) dal governo israeliano, è comandante dell'esercito d'Israele a Gerusalemme.
Intanto il conflitto si fa sempre più aspro ed interviene anche la Legione araba, che occupa l'antica fortezza di Latrun, fortezza dalla quale controlla l'unica strada fra Tel Aviv e Gerusalemme. L'attacco israeliano pianificato dal nuovo Aluf fallisce. Marcus però, facendo tesoro dell'informazione fornitagli da un arabo, nella settimana che precede il cessate il fuoco imposto dall'ONU riesce a far costruire un tratto di strada che s'inerpica sulle alture circostanti la fortezza in mano agli arabi, sottraendo così al fuoco dei loro cannoni i convogli destinati a rifornire Gerusalemme. Ma non appena dato l'addio a Magda per tornare dalla moglie, Marcus si imbatte in una sentinella che gli intima la parola d'ordine, ma Marcus non sapendo neppure una parola di ebraico, non risponde e la sentinella gli spara, uccidendolo.

## Produzione
Il film, diretto e sceneggiato da Melville Shavelson su un soggetto di Ted Berkman (autore della biografia), fu prodotto dallo stesso Shavelson per la Batjac Productions, la Bryna Productions, la Llenroc Productions e la Mirisch Corporation e girato a Cinecittà e in Israele.

## Distribuzione
Il film fu distribuito negli Stati Uniti dal 30 marzo 1966 al cinema dalla United Artists con il titolo Cast a Giant Shadow.
Alcune delle uscite internazionali sono state:
- nel Regno Unito il 2 settembre 1966
- in Austria nell'ottobre del 1966 (Der Schatten des Giganten)
- in Germania Ovest il 13 ottobre 1966 (Der Schatten des Giganten)
- in Finlandia il 21 ottobre 1966 (Jättiläisen varjo)
- in Svezia il 5 gennaio 1967 (Skuggan av en jätte)
- in Francia l'11 gennaio 1967
- in Danimarca il 30 giugno 1967 (Skyggen af en gigant)
- in Brasile (À Sombra de um Gigante)
- in Ungheria (Az óriás árnyéka)
- in Turchia (Devlerin gölgesinde)
- in Australia (Evasive Peace)
- in Norvegia (Kast en lang skygge)
- in Francia (L'ombre d'un géant)
- in Spagna (La sombra de un gigante)
- in Grecia (Ta 4 liontaria tis erimou)
- in Italia (Combattenti della notte)

## Promozione
La tagline è: "Outnumbered - unarmed - unprepared - they stunned the world with their incredible victory!".

## Critica
Secondo il Morandini
il film « [...] oscilla tra il comico involontario e il melodramma romantico» mentre la fotografia risulta "suggestiva". Il film si pregia anche di diverse guest star. Secondo Leonard Maltin il film è un'"artificiosa biografia" in cui il cast fatto di nomi importanti rende il risultato finale "ancora più insensato".